# American Ninja 2: The Confrontation
American Ninja 2: The Confrontation (br: A Volta do Guerreiro Americano) é um filme produzido nos Estados Unidos em 1987, dirigido por Sam Firstenberg.

## Sinopse
Fuzileiros americanos, que desaparecem numa base do Caribe, são levados por traficantes, que praticam lavagem cerebral e transformam os reféns em ninjas. Só um agente muito especial poderá enfrentar a ameaça.

## Elenco
- Michael Dudikoff ... Sgt. Joe Armstrong
- Steve James 	... Sgt. Curtis Jackson
- LLarry Poindexter ... Sgt. Charlie McDonald